# Drummond (circonscription provinciale)
Pour les articles homonymes, voir Drummond.
Circonscription électorale provinciale du Canada
Drummond est une ancienne circonscription électorale provinciale québécoise situé dans la région du Centre-du-Québec. Elle existé entre de 1890 à 2012 comme circonscription électorale provinciale du Québec.

## Historique
Le district électoral de Drummond est créé en 1829 sous le régime du Bas-Canada. Après modifications, il devient pour un temps le district de Drummond-Arthabaska, et ce, jusqu'à l'élection de 1890 où les deux circonscriptions sont scindées. Elle a été modifiée lors des réformes de la carte électorale de 1972, 1988 et 1992, et cesse d'exister en 2012, son territoire étant réparti entre les circonscriptions de Johnson et Drummond—Bois-Francs.

## Territoire et limites
La circonscription de Drummond s'étendait dans ses dernières limites sur 467,1 km2 et sa population était de 68 671 personnes en 2001. Elle comprenait le territoire des cinq municipalités suivantes :
- Drummondville (en partie)
- Saint-Edmond-de-Grantham
- Saint-Eugène
- Saint-Germain-de-Grantham
- Saint-Majorique-de-Grantham

## Liste des députés

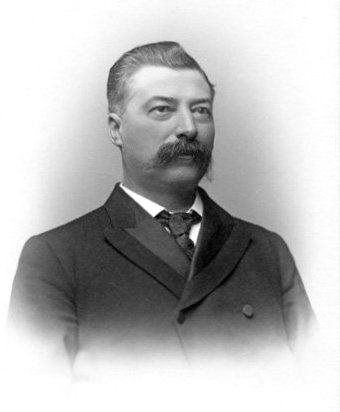
Jules Allard est député de Drummond de 1910 à 1916 pour le Parti Libéral

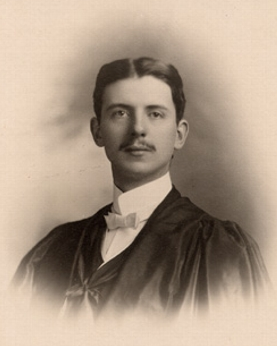
Hector Laferté est député de Drummond de 1916 à 1934 pour le Parti Libéral

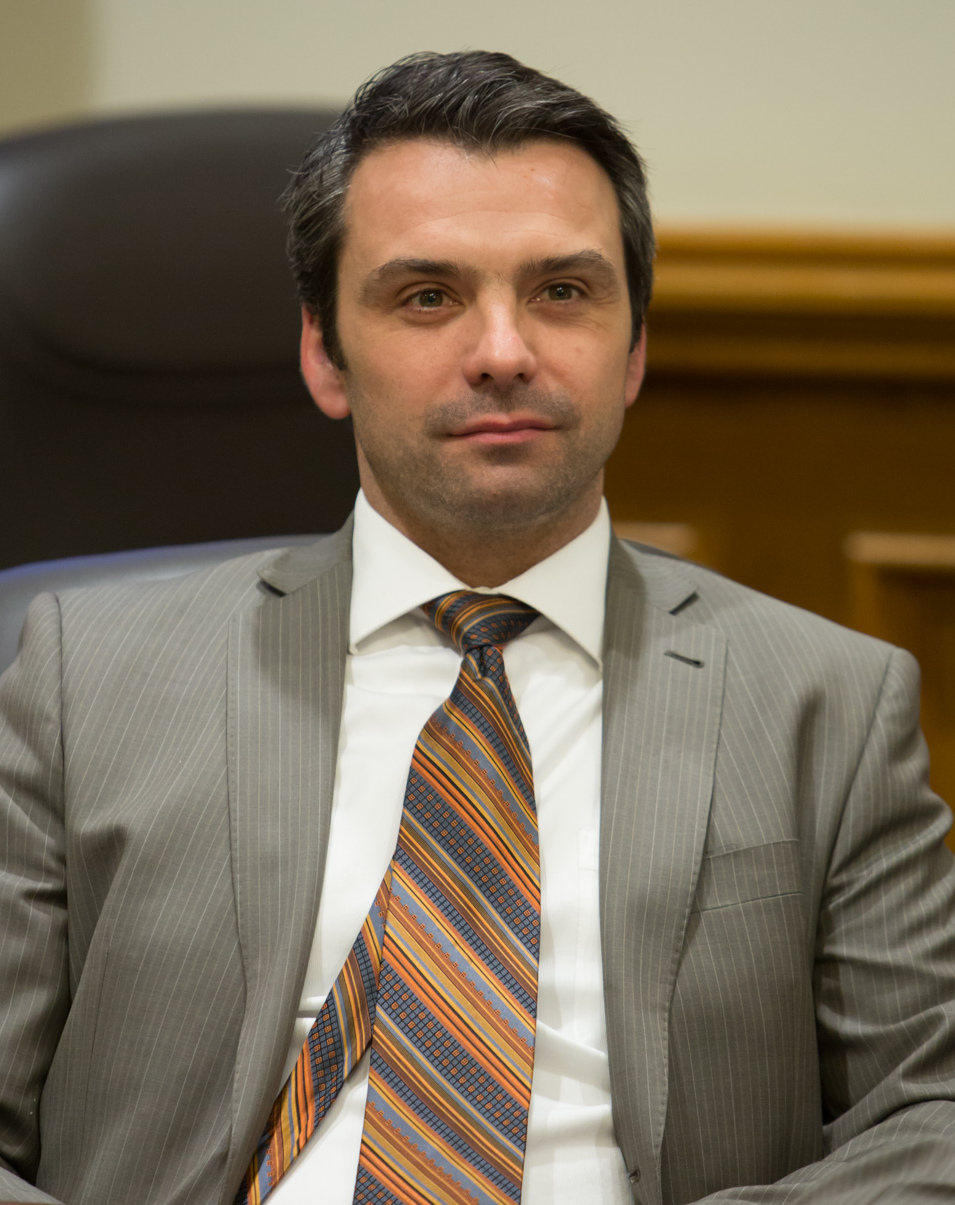
Sebastien Schneeberger est député de Drummond de 2007 à 2008 pour l'Action Démocratique du Québec

| Années | Années      | Député                 | Parti           |
| ------ | ----------- | ---------------------- | --------------- |
|        | 1890 - 1892 | William John Watts     | Libéral         |
|        | 1892 - 1897 | Joseph Peter Cooke     | Conservateur    |
|        | 1897 - 1900 | William John Watts     | Libéral         |
|        | 1900 - 1901 | William John Watts     | Libéral         |
|        | 1901 - 1904 | Joseph Laferté         | Libéral         |
|        | 1904 - 1908 | Joseph Laferté         | Libéral         |
|        | 1908 - 1909 | Joseph Laferté         | Libéral         |
|        | 1910 - 1912 | Louis-Jules Allard     | Libéral         |
|        | 1912 - 1916 | Louis-Jules Allard     | Libéral         |
|        | 1916 - 1919 | Hector Laferté         | Libéral         |
|        | 1919 - 1923 | Hector Laferté         | Libéral         |
|        | 1923 - 1927 | Hector Laferté         | Libéral         |
|        | 1927 - 1931 | Hector Laferté         | Libéral         |
|        | 1931 - 1934 | Hector Laferté         | Libéral         |
|        | 1935 - 1936 | Arthur Rajotte         | Libéral         |
|        | 1936 - 1939 | Joseph Marier          | Union nationale |
|        | 1939 - 1944 | Arthur Rajotte         | Libéral         |
|        | 1944 - 1948 | Robert Bernard         | Union nationale |
|        | 1948 - 1952 | Robert Bernard         | Union nationale |
|        | 1952 - 1956 | Bernard Pinard         | Libéral         |
|        | 1956 - 1960 | Robert Bernard         | Union nationale |
|        | 1960 - 1962 | Bernard Pinard         | Libéral         |
|        | 1962 - 1966 | Bernard Pinard         | Libéral         |
|        | 1966 - 1970 | Bernard Pinard         | Libéral         |
|        | 1970 - 1973 | Bernard Pinard         | Libéral         |
|        | 1973 - 1976 | Robert Malouin         | Libéral         |
|        | 1976 - 1981 | Michel Clair           | Parti québécois |
|        | 1981 - 1985 | Michel Clair           | Parti québécois |
|        | 1985 - 1989 | Jean-Guy St-Roch       | Libéral         |
|        | 1989 - 1994 | Jean-Guy St-Roch       | Libéral         |
|        | 1994 - 1998 | Normand Jutras         | Parti québécois |
|        | 1998 - 2003 | Normand Jutras         | Parti québécois |
|        | 2003 - 2007 | Normand Jutras         | Parti québécois |
|        | 2007 - 2008 | Sébastien Schneeberger | ADQ             |
|        | 2008 - 2012 | Yves-François Blanchet | Parti québécois |

Légende: Les années en italiques indiquent les élections partielles.

## Résultats électoraux
|                                                                                               | Nom                      | Parti               | Nombre de voix | %      | Maj.  |
| --------------------------------------------------------------------------------------------- | ------------------------ | ------------------- | -------------- | ------ | ----- |
|                                                                                               | Sébastien Schneeberger   | Action démocratique | 15 349         | 38,5 % | 2 389 |
|                                                                                               | Normand Jutras (sortant) | Parti québécois     | 12 960         | 32,5 % | -     |
|                                                                                               | Lyne Boisvert            | Libéral             | 9 530          | 23,9 % | -     |
|                                                                                               | Luce Daneau              | Québec solidaire    | 1 645          | 4,1 %  | -     |
|                                                                                               | Mario G. Bergeron        | Indépendant         | 380            | 1 %    | -     |
| Total                                                                                         | Total                    | Total               | 39 864         | 100 %  |       |
| Le taux de participation lors de l'élection était de 71,8 % et 621 bulletins ont été rejetés. |                          |                     |                |        |       |

|                                                                                               | Nom                      | Parti                 | Nombre de voix | %      | Maj.  |
| --------------------------------------------------------------------------------------------- | ------------------------ | --------------------- | -------------- | ------ | ----- |
|                                                                                               | Normand Jutras (sortant) | Parti québécois       | 15 200         | 40,9 % | 1 721 |
|                                                                                               | Jean Courchesne          | Libéral               | 13 479         | 36,3 % | -     |
|                                                                                               | Patrick Leblanc          | Action démocratique   | 7 577          | 20,4 % | -     |
|                                                                                               | Pascal Allard            | Indépendant           | 393            | 1,1 %  | -     |
|                                                                                               | Gilles Martineau         | UFP                   | 301            | 0,8 %  | -     |
|                                                                                               | Robert Dufour            | Démocratie chrétienne | 199            | 0,5 %  | -     |
| Total                                                                                         | Total                    | Total                 | 37 149         | 100 %  |       |
| Le taux de participation lors de l'élection était de 70,5 % et 566 bulletins ont été rejetés. |                          |                       |                |        |       |

## Référendums
|  | Référendum                     | % du OUI | % du NON | Taux de participation |
|  | Référendum de 1980             | 43,37 %  | 56,63 %  | 86,63 %               |
|  | Accord de Charlottetown (1992) | 36,38 %  | 63,62 %  | 82,29 %               |
|  | Référendum de 1995             | 57,65 %  | 42,35 %  | 92,79 %               |